# José Neira Jarabo
José Neira Jarabo (c. 1906-1941) fue un anarquista español.

## Biografía
Electricista de profesión, estaba afiliado a la CNT-FAI. Tras el estallido de la Guerra civil se unió a las milicias anarquistas, donde ejerció diversos puestos. En enero de 1937 fue nombrado comandante de la 59.ª Brigada Mixta, unidad con la que intervino en la batalla del Alfambra; su unidad sufrió tales bajas que sería disuelta. En agosto de 1938 recibió el mando de la 36.ª División, en el frente de Extremadura. Capturado por los franquistas al final de la contienda, sería encarcelado.
Fue fusilado en el Cementerio del Este Madrid el 26 de septiembre de 1941.